# Turovec
Turovec (německy Turowetz) je obec v okrese Tábor v Jihočeském kraji. Žije v ní 288 obyvatel.

## Historie
První písemná zmínka o obci pochází z roku 1318.

## Přírodní poměry
Západně od vesnice leží národní přírodní památka Luční.

## Obyvatelstvo
| Rok            | 1869 | 1880 | 1890 | 1900 | 1910 | 1921 | 1930 | 1950 | 1961 | 1970 | 1980 | 1991 | 2001 | 2011 | 2021 |
| -------------- | ---- | ---- | ---- | ---- | ---- | ---- | ---- | ---- | ---- | ---- | ---- | ---- | ---- | ---- | ---- |
| Počet obyvatel | 305  | 310  | 327  | 314  | 342  | 285  | 285  | 198  | 208  | 187  | 209  | 211  | 241  | 244  | 265  |
| Počet domů     | 29   | 35   | 38   | 39   | 43   | 43   | 46   | 48   | 46   | 45   | 49   | 66   | 72   | 78   | 94   |

## Obecní správa
Mezi lety 1869–1950 Turovec byl obcí v okrese Tábor. V letech 1961–1993 patřil jako část obce k Nové Vsi u Chýnova a od 1. ledna 1994 je opět samostatnou obcí. V letech 1850–1879 k obci patřily Nová Ves u Chýnova a Zárybničná Lhota.

### Obecní symboly
Znak a vlajka byly obci uděleny rozhodnutím předsedy Poslanecké sněmovny Parlamentu České republiky dne 12. ledna 1996.

## Pamětihodnosti
- Kaple svatého Jana Nepomuckého na návsi
- Hraniční kámen, mezník želečského panství, severozápadně od vesnice
- silniční most přes Kozský potok
- Kepkův (též Kolářův) dub na jižním okraji obce; přibližně 350 let starý dub letní, dosahující výšky 23 metrů a obvodu kmene 618 centimetrů.